# Marianne Adam
Marianne Adam, née le 19 septembre 1951 à Luckenwalde (Brandebourg), est une athlète allemande spécialiste du lancer du poids. Elle concourait dans les années 1970 pour la République démocratique allemande. Elle a été sacrée vice-championne d'Europe en 1974 et championne d'Europe en salle.
Elle a amélioré par trois fois le record du monde.

## Palmarès

### Jeux olympiques
- Jeux olympiques de 1972 à Munich (Allemagne)
  - 5e au lancer du poids
- Jeux olympiques de 1976 à Montréal (Canada)
  - 4e au lancer du poids

### Championnats d'Europe d'athlétisme
- Championnats d'Europe d'athlétisme de 1974 à Rome (Italie)
  -  Médaille d'argent au lancer du poids

### Championnats d'Europe d'athlétisme en salle
- Championnats d'Europe d'athlétisme en salle de 1971 à Sofia (Bulgarie)
  - 4e au lancer du poids
- Championnats d'Europe d'athlétisme en salle de 1972 à Grenoble (France)
  -  Médaille de bronze au lancer du poids
- Championnats d'Europe d'athlétisme en salle de 1974 à Göteborg (Suède)
  -  Médaille de bronze au lancer du poids
- Championnats d'Europe d'athlétisme en salle de 1975 à Katowice (Pologne)
  -  Médaille d'or au lancer du poids
- Championnats d'Europe d'athlétisme en salle de 1979 à Vienne (Autriche)
  -  Médaille d'argent au lancer du poids

## Records du monde
- 21.58 m au lancer du poids le 6 août 1975 à Berlin (amélioration de 1 cm du précédent record détenu par la Tchécoslovaque Helena Fibingerová)
- 21.60 m au lancer du poids le 6 août 1975 à Berlin (amélioration de son précédent record)
- 21.67 m au lancer du poids le 3 juillet 1976 à Karl-Marx-Stadt (battu le 26 juillet 1976 par la Bulgare Ivanka Hristova avec un lancer 21.87 m)